# Xavier Cardelús Maestre
Xavier Cardelús Maestre (Andorra la Vieja, 23 de mayo de 1962) es un expiloto de motociclismo andorrano, que compitió en el Mundial de Motociclismo entre 1986 y 1989.

## Carrera
Cardelús debuta en el Mundial y en el Campeonato Europeo en 1986, aunque no logra clasificarse en ninguno de los dos casos. Su gran triunfo llegaría en 1987 cuando se proclama campeón de Europa de la categoría de 250 cc a bordo de una JJ Cobas, con su participación de 4 pruebas venciendo en Jerez, Inglaterra y Brno. En el Mundial no logrará grandes resultados en los seis Grandes Premios en los que participa. Integrado en el Marlboro Andorra Team en 1988, participaría única y exclusivamente en el Mundial pero no consigue puntuar en ninguna de las carreras. De vuelta esta vez al manillar de la JJ Cobas en 1989 pero tampoco tiene suerte en el que sería la última temporada como piloto profesional.

## Estadísticas de carrera

### Campeonato del Mundo de Motociclismo

#### Carreras por año
Sistema de puntos desde 1969 a 1987:
| Posición | 1º | 2º | 3º | 4º | 5º | 6º | 7º | 8º | 9º | 10º |
| Puntos   | 15 | 12 | 10 | 8  | 6  | 5  | 4  | 3  | 2  | 1   |

Sistema de puntos desde 1988 a 1992:
| Posición | 1º | 2º | 3º | 4º | 5º | 6º | 7º | 8º | 9º | 10º | 11º | 12º | 13º | 14º | 15º |
| Puntos   | 20 | 17 | 15 | 13 | 11 | 10 | 9  | 8  | 7  | 6   | 5   | 4   | 3   | 2   | 1   |

(Carreras en negrita indica Pole position, carreras en cursiva indica Vuelta rápida)
| Año  | Categ. | Equipo   | Moto    | 1       | 2       | 3       | 4      | 5      | 6       | 7       | 8       | 9       | 10     | 11      | 12      | 13     | 14    | Ptos. | Pos. |
| ---- | ------ | -------- | ------- | ------- | ------- | ------- | ------ | ------ | ------- | ------- | ------- | ------- | ------ | ------- | ------- | ------ | ----- | ----- | ---- |
| 1986 | 250cc  | Yamaha   | ESP -   | NAT -   | GER -   | AUT -   | YUG -  | NED -  | BEL DNQ | FRA DNQ | GBR -   | SWE -   | RSM -  |         |         |        |       | 0     | -    |
| 1987 | 250cc  | JJ Cobas | JAP -   | ESP Ret | GER Ret | NAT -   | AUT -  | YUG -  | NED 17  | FRA Ret | GBR -   | SWE -   | CZE 16 | RSM DNQ | POR Ret | BRA -  | ARG - | 0     | -    |
| 1988 | 250cc  | Aprilia  | JAP -̈   | USA -   | ESP 18  | EXP DNQ | NAT 19 | GER 27 | AUT Ret | NED 21  | BEL 16  | YUG Ret | FRA 21 | GBR DNQ | SWE DNS | CZE 19 | BRA - | 0     | -    |
| 1989 | 250cc  | JJ Cobas | JPN DNQ | AUS 22  | USA Ret | ESP 20  | NAT -  | GER -  | AUT -   | YUG -   | NED DNQ | BEL -   | FRA 23 | GBR -   | SWE -   | CZE -  | BRA - | 0     | -    |